# Дубинка (Конотопский район)
Дубинка (укр. Дубинка) — село,
Гружчанский сельский совет,
Конотопский район,
Сумская область,
Украина.
Код КОАТУУ — 5922081902. Население по данным 2024 года составляло 120 человек.

## Географическое положение
Село Дубинка находится на левом берегу реки Езуч в месте впадения в неё реки Кросна,
выше по течению на расстоянии в 5 км расположено село Гайки,
ниже по течению на расстоянии в 2 км расположено село Вязовое,
на противоположном берегу — село Червоный Яр,
выше по течению реки Кросна примыкает село Грузское.
Рядом проходят автомобильная дорога Т-1910 и
железнодорожная работа, станция Дубинка.

## История
- Село Дубинка возникло в конце XVII века.

## Объекты социальной сферы
- Школа.
- Дом культуры.
- Фельдшерско-акушерский пункт.